# Tirint
Tirint (starogrško Τίρυνς, grško Τίρυνθα) je arheološko najdišče v Mikenah v Argolidi na Peloponezu, nekaj kilometrov severno od Navpliona.
Tirint je bil utrjeno gradišče, ki sega sedem tisoč let nazaj, še v čas pred začetkom bronaste dobe. Višek je dosegel med 1400 in 1200 pr. n. št., ko je bil eno najpomembnejših središč mikenskega sveta in zlasti Argolide. Njegove najpomembnejše značilnosti so palača, njegovi kiklopski predori in zlasti njegovo zidovje, ki je dalo mestu homerski pridevek  »mogočno obzidan Tirint«. V starih časih je bilo mesto povezano z miti, ki so obkrožali Herakleja, nekateri viri ga navajajo kot njegov rojstni kraj.
Slavni megaron palače v Tirintu ima veliko sprejemno dvorano, glavno sobo, ki je imela prestol postavljen proti desni steni, in osrednje ognjišče, ki meji na štiri minojske lesene stebre, ki so se uporabljali kot nosilci za streho. Dve od treh sten megarona sta bili vključeni v arhaični tempelj Here.
Mesto je zatonilo na koncu mikenskega obdobja in je bilo popolnoma zapuščeno v času Pavzanijevega obiska v 2. stoletju n. št. To najdišče je izkopaval Heinrich Schliemann med letoma 1884 in 1885. Zdaj ga izkopavajo arheologi Nemškega arheološkega inštituta v Atenah in Univerze v Heidelbergu. Leta 1300 pred našim štetjem sta imela trdnjava in nižje mesto 10.000 prebivalcev, mesto se je raztezalo na 20 do 25 hektarjih. Kljub uničenju palače 1200 pr. n. št. je prebivalstvo mesta nadaljevalo rast in je 1150 pr. n. št. že štelo 15.000 ljudi.
Tirint je od leta 1999 na seznamu Unescove svetovne dediščine.

## Legenda
Tirint je najprej opisal Homer, ki je pohvalili njegove mogočne zidove. Po antični tradiciji naj bi jih zgradili Kiklopi, saj bi le velikani nadčloveške moči lahko dvignili ogromne kamne. Po ogledu zidov porušene trdnjave v 2. stoletju je geograf Pavzanij zapisal, da dve muli skupaj nista mogli premakniti niti manjšega kamna.
Izročilo povezuje zidovje tudi s Pretom, Akrizijevim bratom, kraljem Argosa. Po legendi je Pret, ki ga je zasledoval brat, pobegnil v Likijo. S pomočjo Likijcev mu je uspelo, da se je vrnil v Argolido. Pret je zasedel Tirint in ga utrdil s pomočjo Kiklopov.
Grška legenda povezuje tri argolidska središča s tremi mitološkimi junaki: Akrizijem, ustanoviteljem dorske kolonije Argos, njegovim bratom Pretom, ustanoviteljem Tirinta, in njegovim vnukom Perzejem, ki je bil ustanovitelj Miken. Nastala je na začetku zgodovinskega obdobja, ko se je Argos boril, da bi postal vodilna moč v območju, in je potreboval slavno preteklost, da je lahko tekmoval z drugima dvema mestoma.

## Zgodovina
To območje je bilo naseljeno že v prazgodovini. Manjše neolitsko naselje je nastalo v sredini 3. tisočletja pred našim štetjem in je cvetelo kot zgodnje predhelensko naselje, ki je bilo približno 15 km jugovzhodno od Miken na hribu, dolgem 300 m, širokem 45−100 m in visokem ne več kot 18 metrov. Iz tega obdobja so ohranjena tla dvorišča mikenske palače in mogočna krožna struktura, ki ima 28 metrov v premeru. Zdi se, da je bila utrjeno pribežališče za mestne prebivalce mesta med vojno in/ali prebivališče kralja. Podnožje je močnejše in izdelano iz dveh koncentričnih kamnitih zidov, med katerimi so bili prečniki, tako da je bila debelina do 45 m.
Nadgradnja je bila iz gline, streha pa izdelana iz žganih ploščic. Prvi grški prebivalci, ustvarjalci srednje heladske in mikenske civilizacije so naselili Tirint na začetku srednjega obdobja (2000–1600 pr. n. št.), čeprav je mesto v mikenskem obdobju doživelo svojo največjo rast. Akropola je bila zgrajena v treh stopnjah, prva ob koncu poznega heladskega II obdobja (1500–1400 pr. n. št.), druga v poznem heladskem III (1400−1300 pr. n. št.) in tretja na koncu poznega heladskega III B (1300–1200 pr. n. št.). Ohranjene ruševine mikenske citadele datirajo v konec tretjega obdobja. Mesto je pravilno obkrožalo akropolo na ravnini spodaj.
Nesreča, ki je prizadela mikenska središča ob koncu bronaste dobe, je prizadela tudi Tirint. Gotovo pa je, da je bilo območje palače stalno naseljeno do sredine 8. stoletja pr. n. št. (malo pozneje je bil na ruševinah palače zgrajen tempelj).
Na začetku klasičnega obdobja je bil Tirint, podobno kot Mikene, sorazmerno nepomembno mesto. Ko je Kleomen I. iz Šparte premagal Argos, so njihovi sužnji za več let zasedli Tirint (po Herodotu). Herodot omenja tudi, da je Tirint sodeloval v bitki pri Platajah leta 480 pred našim štetjem s 400 hopliti.
Celo ob upadu sta bili mesti Mikene in Tirint moteči za Argos, ki je v svoji politični propagandi želel monopolizirati slavo legendarnih (in mitskih) prednikov. V 468 pr. n. št. je Argos popolnoma uničil obe mesti in po Pavzaniju preselil prebivalce v Argos. Strabon piše, da se je veliko Tirinčanov preselilo v mesto Halent, danes Portoheli.
Kljub svoji pomembnosti je bila Tirintu in njegovim mitičnim vladarjem in tradicijam v epiki in dramatiki pripisana majhna vrednost. Pavzanij mu je posvetil le kratek zapis (2.25.8) in novejši popotniki, ki potujejo v Grčijo in iščejo kraje, v katerih so živeli junaki antičnih besedil, ne razumejo pomena tega mesta.

## Izkopavanja
Akropolo je najprej izkopaval nemški arheolog Tirs leta 1831. Leta 1876 je Heinrich Schliemann ugotovil, da je palača srednjeveška, tako je prišel zelo blizu in uničil ostanke, da bi se dokopal globlje do mikenskih zakladov. Naslednje izkopavanje je potekalo pod vodstvom Wilhelma Dörpfelda, direktorja nemškega arheološkega inštituta, in tokrat so bile ruševine pravilno ocenjene.
Izkopavanja je pozneje ponovil Dörpfeld s sodelovanjem drugih nemških arheologov, ki so nadaljevali svoje delo do leta 1938. Po drugi svetovni vojni (1939 do 1945) je delo nadaljeval na Inštitutu in pri Grški arheološki službi.

## Arheološko najdišče
Zidovje se razteza na celotnem območju hriba. Njegovi temelji so ohranjeni po celotni dolžini, višina ponekod doseže 7 metrov, kar je nekoliko nižje od prvotne višine, ki je ocenjena na 9,10 metra. Zidovi so precej debeli, poprečno 6 metrov, na točkah, na katerih so predrli slavne predore, do 17 m. Močna prečna stena loči akropolo v dva dela: južnega, ki vključuje palačne zgradbe in severnega, ki varuje območje vrha hriba. V tem drugem delu, ki sega do konca mikenske dobe, so mala vrata in številni predori občasno odprti, pokriti s trikotno streho, ki se je uporabljala kot zatočišče za prebivalce spodnjega mesta ob nevarnosti.
Vhod v trdnjavo je bil vedno na vzhodni strani, vendar je imel drugačen položaj in obliko v vsaki od treh gradbenih faz. V drugi fazi so imela vrata obliko Levjih vrat kot v Mikenah. Levo je bil stolp in na desni krak zidu, tako da so bila vrata dobro zaščitena in so bili napadalci prisiljeni prečkati zelo ozek koridor, medtem ko bi jih obramba napadla od zgoraj in z obeh strani. V tretji fazi so vrata dodatno premaknili navzven. Kraljeva palača znotraj citadele je bila podobna tisti v Mikenah, 11,80 x 9,80 m, sestavljena iz treh delov: zunanji portik z dvema stebroma je bil prodomos (predprostor), domos (glavna soba) s krožnim kaminom, ki je bila obdana s štirimi lesenimi stebri. Zdi se, da so imeli stranski predeli palače še eno nadstropje.
Stene zunanjih arkad so bile bogato okrašene. Ob dnu so bile alabastrne plošče z reliefnimi rozetami in cvetjem. Preostanek je bil okrašen s freskami. Tri vrata so vodila do prodomosa, nato pa še do domosa. V sredini vzhodne stene je viden v tleh prostor, ki sovpada s kraljevim prestolom. Tla so bila bogato okrašena z različnimi temami okoli zidov in na prostoru med stebri ob kaminu. Tudi tu so bile stene okrašene s slikami.
V ruševinah palače, ki je zgorela v 8. stoletju pr. n. št., je bil dorski tempelj zgrajen v času geometričnega obdobja. Manjši od palače je sestavljen iz dveh delov: prodomosa in cele. Širina templja je malo nad polovico dvorca, medtem ko zadnja stena templja dosega višino zadnjih stebrov kamina. Trije izviri so se izlivali v notranjost, eden na zahodno stran velikega dvorišča, dostop je s tajnega vhoda, in dva na koncu severne strani zidu z dveh predorov v steni. Te in podobne strukture najdemo v drugih zavetiščih v mikenskih akropolah in dokazujejo, da so bili med obleganjem oskrbljeni z vodo.